# Francesco del Cossa
Francesco del Cossa (Ferrara, 1436 – Bologna, 1478) è stato un pittore e scultore italiano.

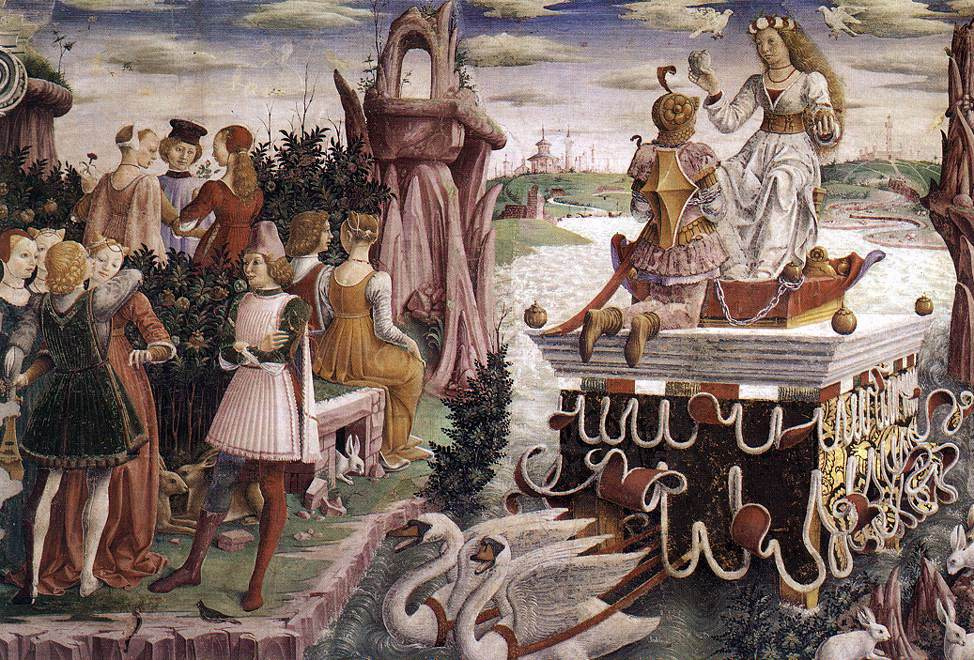
Trionfo di Venere, Salone dei Mesi di Palazzo Schifanoia, Ferrara

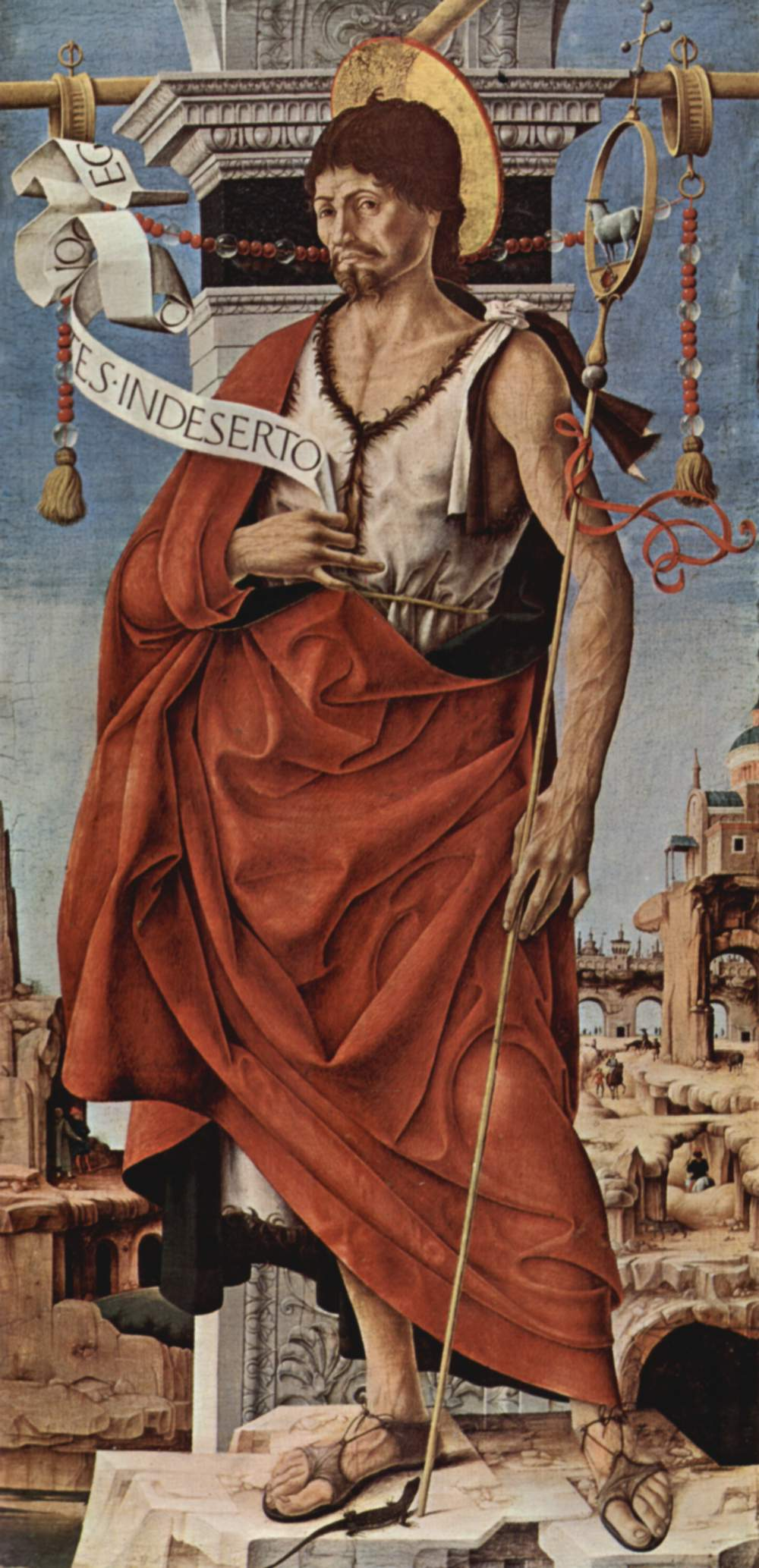
San Giovanni Battista, 1473, tavola del Polittico Griffoni, Milano, Pinacoteca di Brera

Fu con Cosmè Tura ed Ercole de' Roberti uno dei pittori più importanti della scuola ferrarese del XV secolo.

## Vita e opere

### Formazione
La vita di Francesco del Cossa è in generale scarsamente documentata. Figlio di un muratore di nome Cristoforo, la sua data di nascita si deduce da un carteggio tra i letterati bolognesi Angelo Michele Salimbeni e Sebastiano Aldrovandi, che ricordano come l'artista alla sua morte avesse 42 anni.
Non si hanno notizie circa la sua formazione, che poté avvenire accanto a Cosmè Tura, magari con una conoscenza dell'ambiente padovano dominato da Donatello e Mantegna, ma anche delle novità di Piero della Francesca. Proprio una maggiore compostezza e solennità nelle figure, derivate dalla lezione del pittore di Sansepolcro, sono gli elementi che contraddistinguono i lavori di Francesco rispetto agli altri pittori ferraresi.
Il primo documento noto che lo riguarda è datato 11 settembre 1456, quando il pittore, ancora sotto tutela del padre, riceve un pagamento per una Deposizione con tre figure dipinta a grisaglia vicino all'altare maggiore del Duomo di Ferrara, andata perduta con il rifacimento dell'abside alla fine del Quattrocento. Nel 1460 è citato come testimone in due atti notarili a Ferrara, dove viene appellato come "pictore", quindi già indirizzato a un'attività, per la quale si affrancò dalla tutela paterna nel novembre di quell'anno.
Tutt'altro che sicura è la sua partecipazione alla decorazione dello studiolo di Belfiore, dove alcuni gli hanno attribuito la musa Polimnia, legata a modi pierfrancescani, ma oggi più prudentemente assegnata a un maestro anonimo.
Nel dicembre 1462 l'artista è citato a Bologna tra i testimoni del battesimo del figlio di Bartolomeo Garganelli, appartenente a una famiglia che anni dopo fu committente di un importante ciclo di affreschi. Nel 1463 morì il padre e fino al 1467 non si conoscono altri documenti che lo riguardino. Questo silenzio è stato interpretato come l'occasione di un lungo viaggio formativo, in cui toccò forse Firenze. In ogni caso nel 1467 risultò di nuovo a Ferrara dall'11 febbraio. Lo stesso anno dovette tornare a Bologna, dove è pagato per il cartone per due vetrate nella chiesa di San Giovanni in Monte, con una Madonna col Bambino e angeli e una Madonna col Bambino oggi al Museo Jacquemart-André. In queste opere si nota una conoscenza di prima mano della cultura figurativa fiorentina coeva, legata alle esperienze di Domenico Veneziano, con la sua "pittura di luce", e Maso Finiguerra, con la presa a modello della scultura nel disegno.

### Il Salone dei Mesi di Palazzo Schifanoia
L'inizio della sua collaborazione agli affreschi del Salone dei Mesi di Palazzo Schifanoia viene in genere collocata negli anni immediatamente successivi, dal 1467 o dal 1468 e comunque non oltre il 1470, quando inviò una famosa lettera a Borso d'Este dove, con un moto di autocoscienza e dignità estremamente moderno per l'epoca, reclamava un migliore trattamento economico per gli affreschi dei Mesi della parete est, che egli dichiarò come i migliori tra tutti quelli degli altri artisti impegnati.
Originariamente la decorazione del Salone era composta da dodici settori, uno per mese, dei quali ne restano oggi sette. Ciascun settore è diviso a sua volta in tre fasce: una più alta dove è dipinto il trionfo del dio protettore del mese circondato dai "figli", impegnati in attività tipiche, una centrale a fondo blu con il segno zodiacale e tre "decani", e una inferiore con scene che ruotano attorno alla figura di Borso d'Este. L'ideazione del ciclo spettò allo storico e bibliotecario degli Este Pellegrino Prisciano, che inserì un gran numero di riferimenti astronomici, filosofici e letterari, mentre la direzione dei lavori venne affidata al pittore di corte Cosmè Tura.
A Francesco competono i mesi di: Marzo, Aprile e Maggio, dove il tono quasi fiabesco di matrice ancora tardo gotica si fonde con forme solide e sintetiche, colore luminoso e un'attenta cura nella costruzione prospettica, che arriva a ordinare anche le rocce dello sfondo, dalle forme fantasiosamente visionarie. Alle forme quasi cristallizzate di Cosmè Tura, Francesco contrappose una più naturale rappresentazione umana.

### Il periodo bolognese

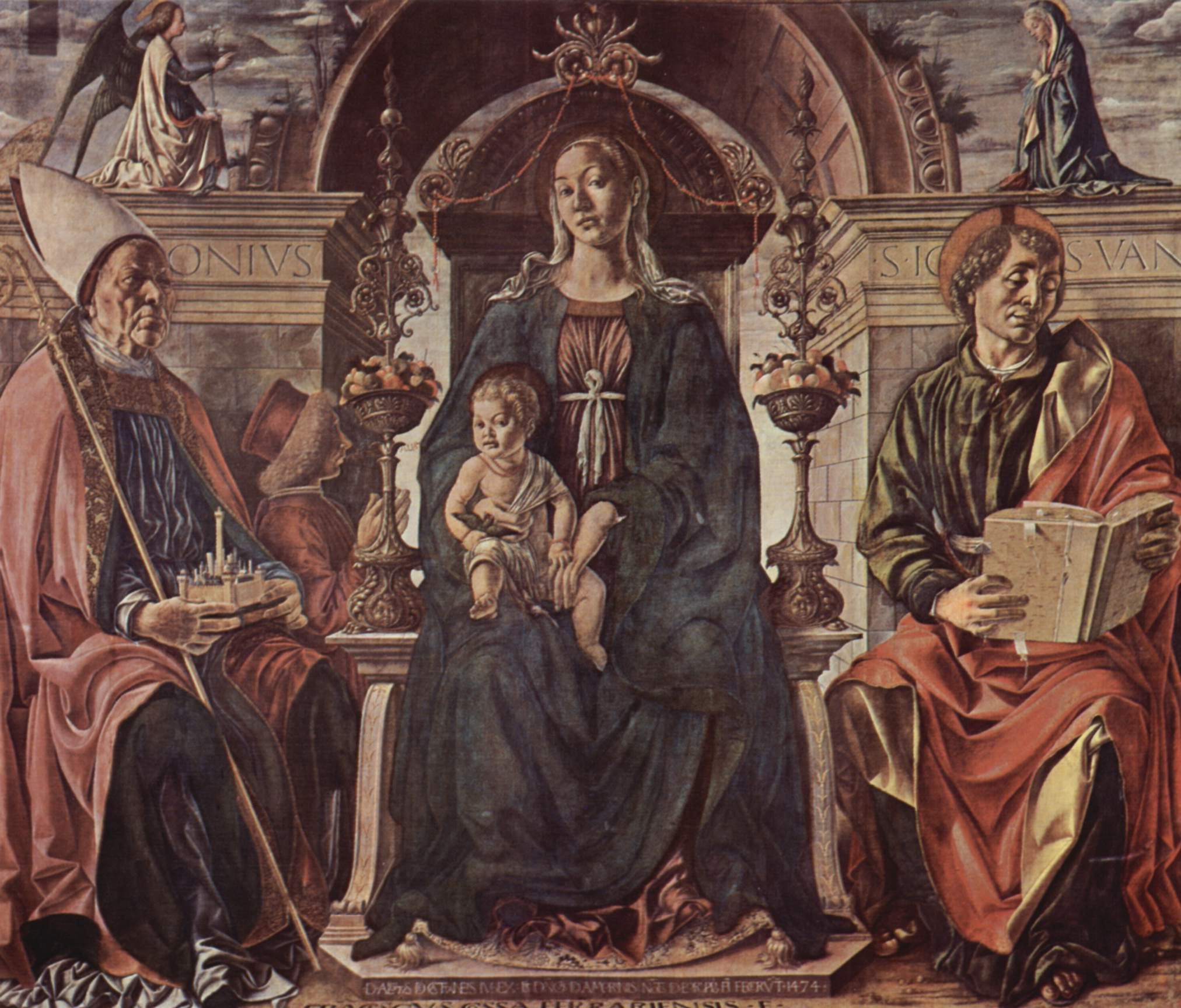
Pala dei Mercanti (Madonna in trono tra i santi Petronio e Giovanni evangelista), 1474, Bologna, Pinacoteca nazionale

Contrariamente al suo collega Cosmè Tura, che lavorò praticamente tutta la vita al servizio della corte estense, Francesco del Cossa abbandonò Ferrara proprio dopo la realizzazione delle scene di sua competenza in Palazzo Schifanoia, probabilmente deluso dai magri compensi ricevuti dal duca Borso, che non aveva accettato le sue richieste. Decise di tornare a Bologna, dove si trasferì stabilmente avviando un'intensa stagione di attività, caratterizzata da commissioni di grande prestigio. La città aveva un ambiente meno rarefatto di Ferrara, con commissioni che provenivano da numerose famiglie e istituti religiosi, non legate esclusivamente al monopolio di una corte.
Una delle sue prime commissioni bolognesi fu la pala raffigurante l'Annunciazione e la Natività nella predella per la chiesa di San Paolo in Monte detta dell'Osservanza ora conservata alla Gemäldegalerie Alte Meister di Dresda. Della medesima pala facevano parte tre piccole tavole con la Santa Chiara e la Santa Caterina della Collezione Thyssen-Bornemisza di Madrid e un Frate francescano in preghiera conservato a Venezia presso la Scuola Grande di San Rocco.
Per Giovanni II Bentivoglio, signore della città, ridipinse entro il 1472 la storica Madonna del Baraccano, un affresco votivo di grande significato simbolico. L'anno successivo fu attivo presso la basilica di San Petronio, dove approntò i cartoni per due tarsie con Sant'Agostino e San Petronio. Di lì a poco ricevette la commissione per l'importante Polittico Griffoni, commissionato da Floriano Griffoni e realizzato con l'aiuto di Ercole de' Roberti. Appartenevano a questo complesso le figure di santi oggi esposte in vari musei come San Vincenzo Ferrer, San Pietro, San Giovanni Battista, San Floriano e Santa Lucia, sormontate dalla scena della Crocifissione; in esse si nota nuovamente l'influenza di Piero per la grande monumentalità e luminosità dei personaggi, unita anche a una varietà estrosa di soggetti, pose e sfondi. La norma prospettica e l'illuminazione veritiera riescono a dare una naturalezza ineccepibile anche agli elementi più improbabili, come i minuscoli angeli su san Vincenzo Ferrer o ai castelli che sembrano germinare dalle rocce negli sfondi.
A quest'epoca apparterrebbe, secondo Roberto Longhi, anche un discusso affresco, Il Pestapepe, conservato nella Pinacoteca Civica di Forlì, opera però che secondo la tradizione sarebbe invece del pittore Melozzo.
Nel 1474 appose firma e data sulla possente Pala dei Mercanti commissionata da Alberto de' Cattani e Domenico degli Amorini, un'opera molto originale di un'asprezza quasi rude. Per l'antica cattedrale di San Pietro iniziò la decorazione delle volte della Cappella Garganelli intorno al 1477, portata a termine da Ercole de' Roberti, a causa dell'improvvisa morte del maestro, che all'inizio del 1478, perì per la peste. L'opera venne distrutta con la ricostruzione dell'antica cattedrale, iniziata nel 1605, salvando solo pochi frammenti.

## Opere

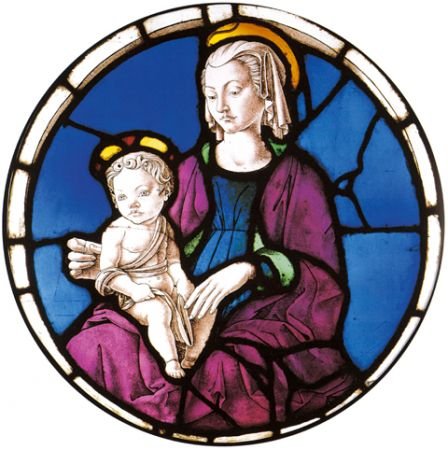
Vetrata della Madonna col Bambino

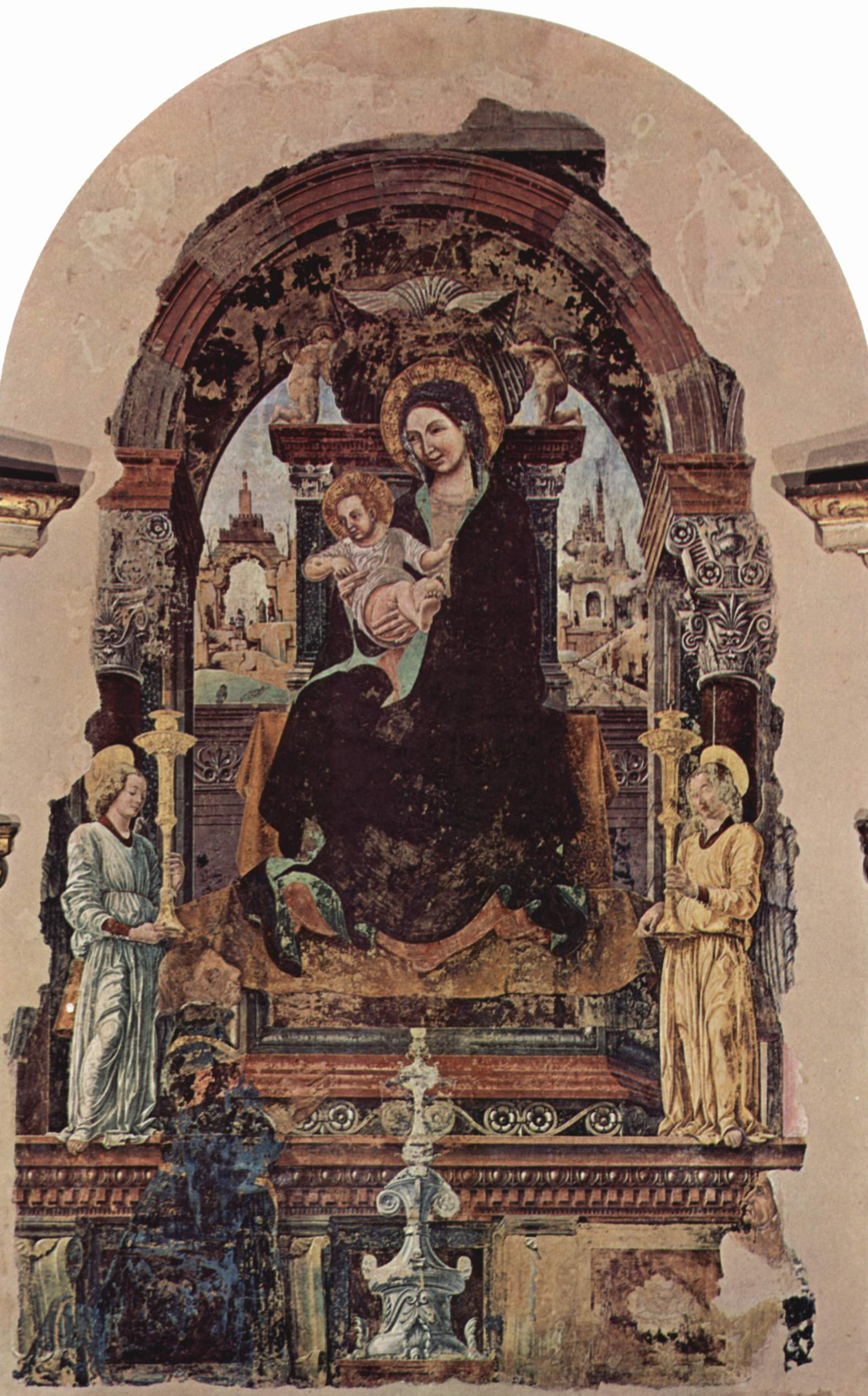
Madonna del Baraccano

- Deposizione (perduta), 1456, Duomo di Ferrara
- Madonna col Bambino e un angelo (attribuito), 1460 circa, Museo nazionale d'arte della Catalogna, Barcellona
- Madonna col Bambino, 1467, cartone per vetrata, Museo Jacquemart-André, Parigi
- Pala dell'Osservanza, 1467-1468 circa, Gemäldegalerie, Dresda
  - Annunciazione, 137×113 cm
  - Natività, 26,5x114,5 cm
  - Santa Chiara, 1467-1468 circa, 27×8 cm, Collezione Thyssen-Bornemisza, Madrid, in deposito al Museu Nacional d'Art de Catalunya, Barcellona
  - Santa Caterina, 1467-1468 circa, 27×8 cm, Collezione Thyssen-Bornemisza, Madrid, in deposito al Museu Nacional d'Art de Catalunya, Barcellona
  - Frate francescano in preghiera, 1467-1468 circa, 26x18 cm, Scuola Grande di San Rocco, Venezia
- Ritratto di fanciullo (attr.), 1467-1470 circa, 25,1×17,8 cm, National Gallery of Art, Washington
- Marzo e Trionfo di Minerva, 1468-1470 circa, affresco, Salone dei Mesi, Palazzo Schifanoia, Ferrara
- Aprile e Trionfo di Venere, 1468-1470 circa, affresco, Salone dei Mesi, Palazzo Schifanoia, Ferrara
- Maggio e Trionfo di Apollo, 1468-1470 circa, affresco, Salone dei Mesi, Palazzo Schifanoia, Ferrara
- Madonna col Bambino e angeli, 1470 circa, 53,5×36,2 cm, National Gallery of Art, Washington
- Madonna del Baraccano, 1472, 400×250 cm, chiesa di Santa Maria del Baracano, Bologna
- Polittico Griffoni, 1472-1473 circa
  - San Vincenzo Ferrer, 153×60 cm, National Gallery, Londra
  - San Pietro, 112×55 cm, Pinacoteca di Brera, Milano
  - San Giovanni Battista, 112×55 cm, Pinacoteca di Brera, Milano
  - San Floriano, 79×55 cm, National Gallery of Art, Washington
  - Santa Lucia, 79×56 cm, National Gallery of Art, Washington
  - Crocifissione, tondo, diametro 63 cm, National Gallery of Art, Washington
  - Angelo annunciante, tondo, diametro 25 cm, Gazzada, collezione Cagnola
  - Vergine annunciata, tondo, diametro 25 cm, Gazzada, collezione Cagnola
- Ritratto d'uomo, 1472-1473 circa, 38,5×27,5 cm, Museo Thyssen-Bornemisza, Madrid
- Pala dei Mercanti (Madonna in trono tra i santi Petronio e Giovanni evangelista), 1474, 227×166 cm, Pinacoteca Nazionale di Bologna
- Dittico Gozzadini, 1475 circa, 51x37 cm ciascun pannello, Collezione Lehman, New York
- Santa Giustina e un donatore, 42x36 cm, National Gallery of Art, Washington

### Disegni per vetrate
- Stemma della chiesa di San Giovanni in Monte, diametro 59 cm, Pinacoteca nazionale, Ferrara
- Aquila, collezione conte Da Schio
- Madonna col Bambino e angeli, 1474, 130x110 cm, chiesa di San Giovanni in Monte, Bologna
- San Giovanni a Patmos, diametro 320 cm, chiesa di San Giovanni in Monte, Bologna
- Madonna col Bambino, diametro 54 cm, Museo Jacquemart-André, Parigi
- Madonna col Bambino, 107x81 cm, già a Berlino, perduta durante la seconda guerra mondiale

### Disegni per tarsie lignee
- San Petronio, 1473, 73x53 cm, basilica di San Petronio, Bologna
- Sant'Ambrogio, 1473, 73x53 cm, basilica di San Petronio, Bologna

### Altro
- Lastra tombale di Domenico Garganelli, marmo e bronzo, Museo Civico, Bologna
- Decorazione del portale di palazzo Schifanoia, Ferrara